# Julián Sotelo
Julián Sotelo Madrazo (ur. 5 lipca 1965 w Santanderze) – hiszpański lekkoatleta, który specjalizował się w rzucie oszczepem.
Uczestnik igrzysk olimpijskich w Barcelonie (1992). Z wynikiem 75,34 zajął 20. miejsce i nie awansował do finału. Złoty medalista igrzysk śródziemnomorskich w 1991 roku (rezultat: 76,04). Uczestnik mistrzostw świata, które w 1991 roku odbyły się w Tokio. Z wynikiem 65,74 zajął 39. pozycję i nie awansował do finału. Siedmiokrotny mistrz Hiszpanii w latach 1986–1995.
Rekord życiowy: 78,78 (23 września 1992, Pampeluna) – wynik ten jest rekordem Hiszpanii.